# قاسم عبدالله‌اف
قاسم عبدالله‌اف (ترکی آذربایجانی: Qasım Abdullayev) یک خواننده موسیقی‌های مقامی آذربایجانی بود.

## زندگی‌نامه
قاسم عبدالله‌اف در سال ۱۸۷۳ در شهر شوشی به دنیا آمد. در سال‌های پایانی عمر خود به تدریس موسیقی مقامی در هنرستان موسیقی شوشی پرداخت و به‌عنوان رئیس شورای صنفی سراسری هنرمندان خدمت کرد. وی در سال ۱۹۲۷ در شوشی درگذشت.

## فعالیت
قاسم عبدالله‌اف به خاطر اجرای زیبای یک قطعه موسیقی مقامی موسوم به «زابول» به «زابول قاسم» نیز شهرت داشت. در آن روزگار در رویدادهای مختلف مردم آذربایجان موسیقی مقامی موسوم به سه‌گاه رواج بیشتری داشت. با این وجود، خوانندکان به آوازخوانی «سه‌گاه زابول» علاقه مندتر بودند. اینکه باعث محبوبیت و شهرت این آهنگ شد، نصب پرده «زابول» بر کاسه تار توسط صادق‌جان بود.
در آغاز سده بیستم، زابول قاسم چندین بار در باکو اجرا داشت. زابول قاسم در مقابل تماشاگران باکو برای اولین بار در «کنسرت شرقی» که در ۲۷ ژانویه ۱۹۰۳ در ساختمان تئاتر زین‌العابدین تقی‌یف با حضور جبار قاریاغدی‌اوغلو، شکیلی علی‌عسگر و سید میربابایف برگزار شد، روی صحنه رفت.
زابول قاسم نه تنها یک خواننده حرفه ای بود، بلکه به عنوان یک هنرپیشه اپرا نیز شناخته می‌شد. فردی که برای نخستین بار وی را جهت ایفای نقش در اپرا دعوت کرد ذوالفقار حاجی‌بیف، آهنگساز شهیر آذربایجانی، بود از استعداد و اجرای وی ابراز خورسندی و قدردانی فروانی کرد. با درخواست ذوالفقار حاجی‌بیف، زابول قاسم در اپرای «لیلی و مجنون» که در ۷ اوت سال ۱۹۱۳ در باشگاهی تابستانی در شوشی اجرا شد، نقش پدر مجنون را بازی کرد.
در سال ۱۹۱۴، با دعوت شرکت «Sport-Record» برای ضبط صدایش، زابول قاسم راهسپار تفلیس شد. آنجا «سه‌گاه زابول»، بیات شیراز، همایون، «شور» و «ماهور هندی» در اجرای او ضبط شد.